# Heavy as a Really Heavy Thing
Heavy as a Really Heavy Thing debitantski je studijski album kanadskog ekstremnog metal sastava Strapping Young Lad. Diskografska kuća Century Media Records objavila ga je 4. travnja 1995. godine.
Remasterirana inačica uratka objavljena je 12. lipnja 2006. i sadrži glazbeni spot za pjesmu "S.Y.L.", nekoliko bonus pjesama i knjižicu s proširenim tekstom o albumu.

## Pozadina
Strapping Young Lad nastao je 1994. godine kao samostalni projekt kanadskog glazbenika Devina Townsenda. Nakon što je 1993. godine pjevao na albumu Sex & Religion Stevea Vaija i iduće godine s njim otišao na popratnu turneju, Townsend je počeo vjerovati da je postao "glazbena kurva" i da je "prvih pet godina karijere proveo izvršavajući naredbe drugih ljudi". Nakon što je kraće vrijeme bio koncertni gitarist sastava The Wildhearts, Townsenda je nazvao predstavnik odsjeka za umjetnike i repertoar Roadrunner Recordsa koji je poslušao njegove demo-uratke i na temelju njih želio mu je ponuditi ugovor. Tu je ponudu na koncu opozvao Roadrunnerov čelnik, koji je Townsendove snimke smatrao "običnom bukom". Kasnije ga je odbio i Relativity Records, izdavač koji je objavio Vaijev Sex & Religion, zato što mu se njegova glazba nije činila komercijalno održivom. Century Media Records naknadno je kontaktirao s glazbenikom i ponudio mu ugovor "za snimanje ekstremnih albuma". Townsend agreed to a five-album deal with the record label.
Nakon turneje s The Wildheartsom Townsend je počeo snimati i producirati debitantski album Heavy as a Really Heavy Thing pod nadimkom Strapping Young Lad. Prema Townsendovim je riječima snimanje trajalo "oko tjedan dana". Prigrlio je anarhistički stil The Wildheartsa "i istovremeno se usredotočio na disonanciju i pretjerivanje". Townsend je pjevao na uratku i svirao većinu glazbala (uz pomoć bubnjarskog stroja). Međutim, na nekolicini su pjesama svirali studijski glazbenici, među kojima je bio i gitarist Jed Simon, budući Townsendov kolega u skupini.
Strapping Young Lad – S.Y.L.

## Objava i recenzije
Heavy as a Really Heavy Thing objavljen je 4. travnja 1995., ali nije bio popularan u metal krugovima. U prvih šest mjeseci od objave prodan je u 143 primjeraka, ali su ga heavy metal časopisi pozitivno ocijenili. Neobične glazbene ideje – spoj utjecaja death, thrash i industrial metala – natjerali su Andyja Stouta iz Metal Hammera da ga opiše "jednim od najviše uznemirujućih albuma koje ćete čuti". Međutim, Townsend je više puta izjavio da nije naklonjen uratku. Odbacio ga je u knjižici koja je popratila reizdanje iz 2006. godine, u kojoj je napisao da sadrži samo dvije odlične pjesme, He also deemed its production poor in interviews, a da je ostatak albuma "zapravo zbirka remiksanih demo-uradaka". Kad je Century Media reklamirala reizdanje Heavy as a Really Heavy Thinga pod parolom "ponovno rođenje klasičnog albuma koje odolijeva žanrovskoj klasifikaciji", Townsend je taj potez nazvao "govnima diskografske kuće".
Remasteriran je i potom 12. lipnja 2006. ponovno objavljen. Reizdanje se sastojalo od nekoliko bonus pjesama koje su se pojavile na raznim međunarodnim inačicama albuma, jedne neobjavljene pjesme i glazbenog spota za pjesmu "S.Y.L.".

## Popis pjesama
Tekstovi i glazba: Devin Townsend. 
| 1.    | »S.Y.L.« | 4:47  |
| 2.    | »In the Rainy Season« | 4:37  |
| 3.    | »Goat« | 3:30  |
| 4.    | »Cod Metal King« | 5:08  |
| 5.    | »Happy Camper (Carpe B.U.M.)«                                                                                            | 3:01  |
| 6.    | »Critic« | 4:08  |
| 7.    | »The Filler – Sweet City Jesus«                                                                                          | 5:24  |
| 8.    | »Skin Me« | 3:30  |
| 9.    | »Drizzlehell« | 3:10  |
| 10.   | »Exciter« (obrada pjesme Judas Priesta, nakon 11 minuta i 54 sekundi počinje skrivena skladba "Satan's Ice Cream Truck") | 13:39 |
| 50:54 | |       |

| Reizdana inačica albuma iz 2006. | Reizdana inačica albuma iz 2006.        | Reizdana inačica albuma iz 2006. | Reizdana inačica albuma iz 2006. | Reizdana inačica albuma iz 2006. | Reizdana inačica albuma iz 2006. | Reizdana inačica albuma iz 2006. | Reizdana inačica albuma iz 2006. | Reizdana inačica albuma iz 2006. | Reizdana inačica albuma iz 2006. |
| Br.                              | Skladba                                 | Trajanje                         |                                  |                                  |                                  |                                  |                                  |                                  |                                  |
| -------------------------------- | --------------------------------------- | -------------------------------- | -------------------------------- | -------------------------------- | -------------------------------- | -------------------------------- | -------------------------------- | -------------------------------- | -------------------------------- |
| 1.                               | »S.Y.L.«                                | 4:47                             |                                  |                                  |                                  |                                  |                                  |                                  |                                  |
| 2.                               | »In the Rainy Season«                   | 4:37                             |                                  |                                  |                                  |                                  |                                  |                                  |                                  |
| 3.                               | »Goat«                                  | 3:30                             |                                  |                                  |                                  |                                  |                                  |                                  |                                  |
| 4.                               | »Cod Metal King«                        | 5:08                             |                                  |                                  |                                  |                                  |                                  |                                  |                                  |
| 5.                               | »Happy Camper (Carpe B.U.M.)«           | 3:01                             |                                  |                                  |                                  |                                  |                                  |                                  |                                  |
| 6.                               | »Critic«                                | 4:08                             |                                  |                                  |                                  |                                  |                                  |                                  |                                  |
| 7.                               | »The Filler – Sweet City Jesus«         | 5:24                             |                                  |                                  |                                  |                                  |                                  |                                  |                                  |
| 8.                               | »Skin Me«                               | 3:30                             |                                  |                                  |                                  |                                  |                                  |                                  |                                  |
| 9.                               | »Drizzlehell«                           | 3:10                             |                                  |                                  |                                  |                                  |                                  |                                  |                                  |
| 10.                              | »Satan's Ice Cream Truck«               | 2:34                             |                                  |                                  |                                  |                                  |                                  |                                  |                                  |
| 11.                              | »Japan«                                 | 5:18                             |                                  |                                  |                                  |                                  |                                  |                                  |                                  |
| 12.                              | »Monday«                                | 5:15                             |                                  |                                  |                                  |                                  |                                  |                                  |                                  |
| 13.                              | »Exciter« (obrada pjesme Judas Priesta) | 6:06                             |                                  |                                  |                                  |                                  |                                  |                                  |                                  |
| 56:28                            |                                         |                                  |                                  |                                  |                                  |                                  |                                  |                                  |                                  |

## Zasluge
| Strapping Young Lad - Nived – vokali, gitara, klavijature, produkcija, miksanje, uređivanje, umjetnički direktor, ilustracije Dodatni glazbenici - Adrian White – bubnjevi - Jed Simon – gitara (na pjesmama 6 i 8) - Chris Bayes – bubnjevi (na pjesmama 6 i 7) - Chris Meyers – dodatne klavijature (na pjesmama 3 i 8) - Greg Price – bubnjevi (na pjesmama 8 i 9) - Smokin' Lord Toot – bubnjevi (na pjesmi "Cod Metal King") - Stooly – prateći vokali - E. Val Yum – prateći vokali | Ostalo osoblje - Blair Calibaba – tonska obrada - Greg Reely – miksanje, uređivanje - Jason Mausa – miksanje (pjesme "The Filler – Sweet City Jesus") - Jamie Meyers – dodatno uređivanje - Rod Michaels – dodatna tonska obrada (na pjesmi "Critic") - Brian Gardner – masteriranje - Robert Lowden – naslovnica - Tania Rudy – fotografija - Byron Stroud – fotografija - Lyn Townsend – fotografija - Matteo Caratozollo – tonska obrada (na pjesmi "Japan") |